# Холмська область
Холмська область у складі УРСР — нереалізований проєкт Микити Хрущова, який обговорювався у 1944–1945 рр. Центром мало бути м. Холм. Територія області мала становити 12 310 км², а її населення – 797 тис. осіб. Етнічний склад майбутньої області мав бути таким: 45,6 % – поляки; 39,4 % – українці та росіяни; 11,7 % – євреї.
Йосиф Сталін виступив проти цього проєкту, оскільки він вже домовився про кордон з претендентами на майбутній уряд Польської республіки.

## Лист Хрущова з пропозицією утворити Холмську область у складі УРСР
20 липня 1944 року перший секретар ЦК КП(б)У Микита Хрущов направив Йосипу Сталіну листа з пропозицією утворити Холмську область у складі УРСР. До складу УРСР пропонувалося приєднати такі райони: Холм, Грубешів, Замостя, Томашів, Ярослав та деякі інші пункти, які примикають до зазначених вище районів. Із цих районів пропонувалося утворити  Холмську область з обласним центром у м. Холм.
Потребу утворення області Хрущов обґрунтовував тим, що:
|  | За межами державного кордону 1941 року залишалася велика територія, заселена українцями. Історично ці землі прилучалися до України, і частина цих земель у минулому входили до складу Російської держави (...) Після включення цих районів до складу Радянського Союзу спрямиться державний кордон, не буде нависати над Львовом великий виступ з району Сокаля. Оригінальний текст (рос.) За пределами государственной границы 1941 года оставалась большая территория, заселенная украинцами. Исторически эти земли примыкали к Украине и часть этих земель в прошлом входили в состав Русского государства(...) После включения этих районов в состав Советского Союза выпрямится государственная граница, не будет нависать над Львовом большой выступ из района Сокаль. |

До створення області у цих районах пропонувалося «організувати наше, радянське управління з тим, аби пізніше, коли це буде вигідно, оголосити офіційно про входження тих районів до складу Радянського Союзу з приєднанням до Радянської України».
Карту Холмської області та новий проєкт державного кордону пропонувалося надіслати після схвалення пропозицій Хрущова Сталіним.